# شريحة ويلكوم
شريحة ويلكوم (بالإنجليزية: Willcom-SIM)‏ هي شريحة طورتها شركة ويلكوم، تؤدي وظيفة الشريحة العادية بالإضافة لإحتواء بنيتها الداخلية على المكونات الأساسية للهاتف الخليوي (نظام الهاتف الشخصي) مثل المرسل/المُستقبل اللاسلكي. تُستخدم حالياً في بعض المحطات التي لا تحتوي وحدات راديو.
الوحدة الأساسية لشريحة ويلكوم هي نسخة موسعة من الشريحة العادية، تحتوي على كل تقنيات الإرسال اللازمة لعمل الهاتف المحمول.
مطور الجهاز الطرفي يمكنه بناء محطة مخصصة دون تصميم وتطوير وحدة راديو، ويمكن للمستخدمين التغيير لوحدة راديو شريحة ويلكوم أخرى دون تغيير المحطة نفسها.
على غرار الهواتف التقليدية التي تصنعها الشركة، يمكن إستخدام محطات شريحة ويلكوم في اليابان، وفي التجوال العالمي مع تايوان وتايلاند، وفي الصين فشبكة نيتكوم الصين تدعم شرائح ويلكوم، طورت الشركة نسخة من الشرائح للهواتف المحمولة تسمى CMG100 للإستخدام في بلدان أخرى.

## محطات ويلكوم التجارية
- دبليو إس 001 إن / "تي تي"

محطة هاتف يدوية من نت ايندكس.
- وس 002 في / "دد"

محطة اتصالات البيانات من نت ايندكس.
- دبليو إس 003 ش / دبليو-زيرو3

محطة الهواتف الذكية من شارب.
- دبليو إس 004ش / دبليو-زيرو3

محطة الهواتف الذكية من شارب. نسخة أعلى مواصفات من وس 003 ش.
- وس 005 إن / نيكو.

محطة الهاتف من نت ايندكس.
- دبليو إس 007 ش / دبليو-زيرو3 (إس)

محطة الهواتف الذكية من شارب. نسخة أصغر من دبليو صفر3.
- دبليو اس اتش اي / دبليو اس اتش اي
- اكسبريس محطة اتصالات البيانات من هاجيوارا سيس كوم.

- دبليو إس 009 كي / 9 (تسعة)

محطة الهاتف من قبل كيس.

## أنظر أيضا
• وحدة تعريف المشترك